# Jerome Klapka Jerome
Jerome Klapka Jerome (2. května 1859, Walsall, Staffordshire – 14. června 1927, Northampton) byl anglický spisovatel a redaktor, známý zejména pro své humoristické povídky a cestopisy (jeho německý životopisec Walter Gutkess uvádí 49 knižních titulů a divadelních her). Jeho nejznámějším dílem jsou Tři muži ve člunu a volné pokračování Tři muži na toulkách.

## Rodina a mládí
Narodil se jako čtvrté dítě do rodiny laického kazatele otci Jerome Clapp Jeromovi a matce Marguerite Jeromové, své prostřední, neanglicky znějící jméno Klapka dostal na počest rodinného přítele, maďarského generála Györgya Klapky. Neměl lehké dětství, jak sám píše ve svém životopisu Čas mého života (My Life and Times). Vyrůstal v chudých poměrech společně se sestrami Paulinou a Blandinou a bratrem Miltonem, který brzy zemřel. Začátkem sedmdesátých let, když mu bylo patnáct, ztratil otce a z finančních důvodů byl donucen zanechat studií na střední škole a začít si vydělávat na živobytí sám. Uchytil se jako dělník u železniční společnosti London and North Western Railway, kde setrval čtyři roky, dále pak pracoval také jako učitel, balič a jako ochotnický herec pod uměleckým jménem Harold Crichton v kočovné herecké společnosti. Po třech letech společnost opustil a začal psát drobné eseje a krátké humoristické příběhy, bez většího úspěchu.

## Autorské začátky a první úspěchy
Jeho prvním větším dílem byla kniha Na jevišti a bez angažmá (On the Stage and Off, 1885), ve které čerpal ze svých zkušeností z doby, kdy putoval s kočovnou divadelní společností po Anglii. Z knihy vyplývá, že v té době byl evidentně bez větších finančních prostředků. Na skutečný úspěch na literárním poli si musel počkat do svých třiceti, kdy začal časopis Home Chimes vydávat seriál příběhů o výpravě tří vodáků po řece Temži, který pak vyšel knižně pod názvem Tři muži ve člunu (o psu nemluvě). Po deseti letech pak vydal její volné pokračování Tři muži na toulkách, kde popisoval cestování po Německu. Tyto dvě knihy patří bezesporu k tomu nejznámějšímu, co kdy napsal. V roce 1892 začal vydávat ilustrovaný měsíčník Lenivec (The Idler) a od roku 1893 redigovat společenský časopis Dnes (anglicky Today). Oběma časopisům se zpočátku dařilo, roku 1897 musel ale vydávání obou periodik ukončit. Své zkušenosti z celého podniku zúročil v knize Tommy a spol (Tommy and CO, 1904).

## Pozdější léta
Postupem času došlo v jeho tvorbě k jistému zvážnění a k posunu od komiky ke snaze čtenáře více kultivovat (například sbírka povídek Host z pokoje do dvora ve třetím poschodí nebo Láska Ulricha Nebendahla). Definitivní obrat ale nastává po vypuknutí první světové války. Přihlásil se do armády jako dobrovolník, pro svůj věk však nebyl přijat. Začal tedy jezdit jako řidič ambulance u francouzského Červeného kříže. Po návratu z první světové války přestal definitivně psát humoristické romány, zato však vydal dva romány sociální, a to Všechny cesty vedou na Kalvárii (All Roads Lead to Calvary, 1920) a Anthony John (Anthony John, 1922). Zemřel roku 1927 na následky krvácení do mozku, které bylo způsobeno těžkým úrazem (nikoliv hemoragickou cévní mozkovou příhodou) při cestě z Devonu do Londýna.

## Rodina
21. června 1888 si vzal za manželku Gregorinu Henriettu Stanleyovou. Stalo se tak pouze devět dní poté, co se rozvedla se svým prvním manželem. Do manželství si přivedla malou dcerku Elsii, jež v roce 1921 předčasně zemřela. Svatební cestu, která pak posloužila jako jeden z podkladů k Třem mužům ve člunu, absolvovali novomanželé plavbou po řece Temži.

## Tři muži
V roce 1889 přinesl do redakce časopisu Home Chimes rukopis jakéhosi průvodce po horním toku Temže s titulkem The Story of the Thames, který by připomínal historické události na jejích březích. Redaktorovi se rukopis zamlouval, nicméně přiměl jej (tehdy třicetiletého) aby podstatně zkrátil historické pasáže a namísto nich přidal veselé příhody třech veslařů, třech kamarádů George, Harrise, samotného Jeroma a jeho psa Montmorencyho. Tento nápad se mu zalíbil a pod novým titulem Tři muži ve člunu (o psu nemluvě) (Three Man in a Boat to Say Nothing of the Dog) začal vycházet v časopisu seriál, který se pro svou obrovskou popularitu u čtenářů brzy dočkal i knižní edice. Sám autor byl takovým úspěchem překvapen a dle svých vlastních slov měl některá svá díla za mnohem lepší, ale proč se stali populární Tři muži ve člunu, neví.
Po zhruba deseti letech vydal volné pokračování s názvem Tři muži na toulkách (Three Man on the Bummel), kde popisoval cyklistický výlet třech přátel po Německu, přičemž zavítali i do Rakouska-Uherska a do Prahy. I v tomto vyprávění se řídil radou redaktora z Home Chimes a popsal hlavně veselé vyprávění z cesty, v závěru však vyjádřil svoji nelibost nad některými obyčeji v té době v Německu panujícími. Jako příklad uváděl bezmeznou poslušnost vůči nejrůznějším předpisům a nařízením, byť jakkoliv nesmyslným (lavičky vyhrazené pouze dospělým v městských parcích). Žádné jiné jeho dílo se nestalo takovým bestsellerem jako vyprávění o třech mužích a do značné míry tyto dvě knihy zastínily jeho ostatní tvorbu.
První překlad Třech mužů ve člunu do českého jazyka vytvořil tehdejší soudce a pozdější protektorátní prezident Emil Hácha, spolu se svým bratrem Theodorem.

## Dílo
- Jalové myšlenky lenivého člověka (Idle Thoughts of an Idle Fellow), 1886
- Tři muži ve člunu (o psu nemluvě) (Three Men in a Boat to Say Nothing of the Dog), 1889
- Poutníkův deník (The Diary of a Pilgrimage), česky původně jako Deník dvou poutníků, 1891
- Lenochovy myšlenky (Second Thoughts of an Idle Fellow), 1898
- Tři muži na toulkách (Three Men on the Bummel), 1900
- Čeho byl svědkem Henry  (The Observations of Henry), 1901 – soubor povídek
- Paul Kelver (Paul Kelver), 1902
- Tommy a spol. (Tommy and Co), 1904
- O manželkách, hostinských, andělech i jiná vyprávění (The Angel and the Author and Others), 1904 – povídky
- Host z pokoje do dvora ve třetím poschodí (The Passing of the Third Floor Back), 1907 – soubor povídek
- Láska Ulricha Nebendahla  (The Love of Ulrich Nebendahl), 1909
- Malvína z Bretaně (Malvina of Brittany), 1916
- O tom, jak pečovat o ženy a jak je zvládnout a jiné povídky (On the Care and Management of Women and other stories)
- Všechny cesty vedou na Kalvárii (All Roads Lead to Calvary), 1920
- Anthony John (Anthony John), 1922
- Čas mého života (My Life and Times), 1926, životopisná
- Henryho svědectví (Tea-Table Talk and The Observations of Henry), 1903

## Adaptace
- Tři muži na toulkách v roce 1993 zpracováno v Českém rozhlasu jako četba na pokračování, čte: Bořivoj Navrátil, režie: Olga Valentová